# Купцово
Купцово (рос. Купцово) — село у Котовському районі Волгоградської області Російської Федерації.
Населення становить 1075 осіб. Входить до складу муніципального утворення Купцовське сільське поселення.

## Історія
Село розташоване у межах українського історичного та культурного регіону Жовтий Клин.
Село засноване 1852 року.
Згідно із законом від 22 грудня 2004 року № 974-ОД органом місцевого самоврядування є Купцовське сільське поселення.

## Населення
| 1859  | 1886  | 1890  | 1897  | 1904  | 1911  | 1920  |
| ----- | ----- | ----- | ----- | ----- | ----- | ----- |
| 549   | ↗1249 | ↗1540 | ↗1643 | ↘1528 | ↗1777 | ↗1860 |
| 1922  | 1923  | 1926  | 1931  | 1939  | 2010  |       |
| ↘1741 | ↗1793 | ↗1930 | ↗2050 | ↗2294 | ↘1075 |       |